# Mercedes Comaposada

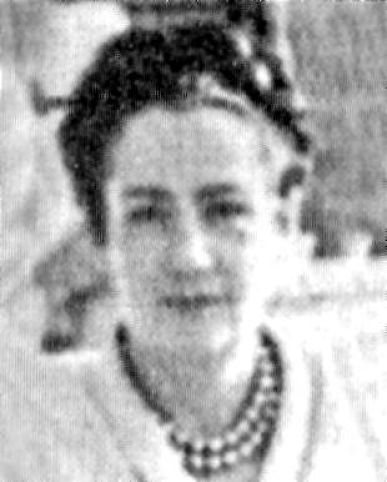
Mercedes Comaposada

Mercedes Comaposada Guillén, auf Katalanisch Mercè Comaposada i Guillén (* 14. August 1901 in Barcelona; † 11. Februar 1994 in Paris) war eine spanische Pädagogin, Journalistin, Übersetzerin, Anarchistin und Syndikalistin. Sie war eine der Gründerinnen der anarchafeministischen Organisation Mujeres Libres.

## Leben
Mercedes Comaposada war die Tochter von Josep Comaposada, einem aktiven Sozialisten und Schuster. Sie wuchs in einem Umfeld auf, welches durch die Arbeiterbewegung geprägt wurde. In jungen Jahren begann sie in der Filmbranche als Editorin zu arbeiten. Kurz darauf schloss sie sich der Confederación Nacional del Trabajo (CNT) an.
Comaposada studierte Jura und Pädagogik in Madrid. Ihre Dozenten waren unter anderen Antonio Machado und José Castillejo. Sie lernte Lucía Sánchez Saornil kennen, mit der sie die Idee entwickelte, eine spezifische Organisation für Frauen innerhalb der libertären Bewegung zu gründen. Der Grund hierfür war der innerhalb der Bewegung grassierende Sexismus. So gab Comaposada etwa während der Zweiten Spanischen Republik Fortbildungskurse für Arbeiterinnen und Arbeiter, die von der CNT organisiert wurden – allerdings nur so lange bis sich Männer beschwerten, nichts von einer Frau gelehrt werden zu wollen.
Comaposada schrieb regelmäßig für die Zeitung der Federación Anarquista Ibérica (FAI) Tierra y Libertad und Tiempos Nuevos, wo sie eine Kolumne hatte, in der Gesundheit und Sexualität thematisiert wurden.

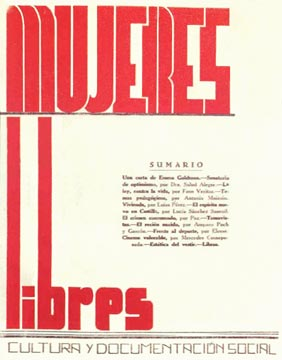
Erste Ausgabe von Mujeres Libres

Im April 1936 gründete Comaposada gemeinsam mit Lucía Sánchez Saornil und Amparo Poch y Gascón die Zeitschrift Mujeres Libres und bildete mit den beiden anderen Anarchistinnen das Redaktionskollektiv. Mujeres Libres war die einzige anarchistische Zeitschrift zur damaligen Zeit, die sich ausführlich mit den Belangen von Frauen beschäftigte; andere Zeitschriften wendeten dafür wenn überhaupt nur einige Seiten pro Ausgabe auf. Im Mai 1936 erschien die erste Ausgabe der Zeitung Mujeres Libres. Autorinnen waren unter anderem Lucía Sánchez Saornil, Carmen Conde, Federica Montseny und Emma Goldman. Der einzige für die Zeitung tätige Mann war der Grafiker Baltasar Lobo, Comaposadas Lebensgefährte. Comaposada schrieb viele Buchrezensionen und Filmkritiken für Mujeres Libres. Sie setzte sich in ihren Texten aber auch kritisch mit sozialen Themen wie dem damaligen weiblichen Schönheitsideal auseinander.
Im September 1936 taten sich Comaposada und ihre Genossinnen mit der libertären Frauengruppe Grupo Cultural Femenino aus Barcelona zusammen. Gemeinsam bildeten sie von nun an auch eine Frauengruppe, die den Namen Mujeres Libres führte. Die Gruppe wirkte neben der CNT, der FAI und der Federación Ibérica de Juventudes Libertarias (FIJL) prägend innerhalb der spanischen libertären Bewegung. Während der sozialen Revolution im Zuge des Spanischen Bürgerkrieges schlossen sich der Organisation bis 1938 ca. 20.000 Frauen an. Frauen, die bei den Mujeres Libres waren, kämpften mit der Waffe an der Front, versorgten als Krankenschwestern Soldaten oder boten Fortbildungskurse für Frauen an, um diese zu alphabetisieren oder für eine Tätigkeit in der Kriegswirtschaft auszubilden.
Nach der Niederlage im Bürgerkrieg Anfang 1939 ging Comaposada gemeinsam mit Baltasar Lobo ins Exil nach Paris, wo sie während des Zweiten Weltkriegs von Pablo Picasso geschützt wurden. Sie arbeitete in der Folge für Picasso als Sekretärin und als Repräsentantin des künstlerischen Werkes ihres Mannes. Zudem übersetzte sie zahlreiche spanische Autoren, vor allem Lope de Vega. Ab den 1960er und 70er Jahren schrieb sie für die Exilzeitschrift Mujeres Libres en Exilio, sowie erneut für Tierra y Libertad, Tiempos Nuevos und weitere Zeitungen wie Ruta und Umbral.
Mercedes Comaposada starb am 11. Februar 1994 in Paris.

## Werke
- Esquemas. 1937.
- Las mujeres en nuestra revolución. 1937.
- La ciencia en la mochila. 1938.
- Conversaciones con los artistas españoles de la Escuela de París. 1960 (als Mercedes Guillén).
- Picasso. 1973 (als Mercedes Guillén).